# Silnice I/60 (Slovensko)
Obchvat Žiliny, značený jako silnice I. třídy 60 (cesta I. triedy 60), dříve silnice I. třídy 18A (cesta I. triedy 18A), je silniční obchvat slovenského města Žilina. Jedná se o silnici I. třídy, jejíž délka je 2,847 km. V provozu je zatím jen východní část celkového plánovaného obchvatu.
Obchvat začíná křižovatkou se silnicí I/11 a končí křižovatkou s I/18. Cestou se na něj napojuje silnice druhé třídy číslo II/583A. Silnice I/60 obchází Žilinu ze severu a vede po levém břehu Váhu mimo intravilán města.

## Rozšíření obchvatu
Jsou plánována rozšíření tohoto obchvatu. Prvním z nich je prodloužení stávající trasy I/60 dále na východ, kde obejde tzv. Celulózku a vyústí na silnici I/18 východně od sídliště Vlčince.[zdroj?] Druhým je pak výstavba západního křídla obchvatu, které bude tvořeno dálnicemi D1 a D3.
V roce 2014 začala výstavba tohoto západního křídla. V jižní části jde o 11,317 km dlouhý úsek dálnice D1 z Hričovského Podhradie k Lietavské Lúčce; stavba zde začala 20. února 2014 a má trvat čtyři roky. Stavitelem je sdružení firem Strabag, Váhostav a Metrostav, který má na starost jeden z tunelů.
V severní části pak jde o 4,25 km dlouhý úsek dálnice D3 mezi městskými čtvrtěmi Strážov a Brodno. Stavba zde začala 28. 5. 2014 a měla by být hotova do tří let. Stavitelem této části je sdružení firem Eurovia SK, Hochtief CZ a Stavby mostov Slovakia, její cena je asi 250 milionů eur.